# تنزا
تنزا (انگلیسی: Tenza) نام یک منطقه مسکونی در کلمبیا است.